# Gonatium
Genre
Gonatium est un genre d'araignées aranéomorphes de la famille des Linyphiidae.

## Distribution
Les espèces de ce genre se rencontrent en écozone holarctique.

## Liste des espèces
Selon World Spider Catalog (version 26, 21/06/2025) :
- Gonatium absidatum Irfan, Zhang & Peng, 2025
- Gonatium arimaense Oi, 1960
- Gonatium biimpressum Simon, 1884
- Gonatium cappadocium Millidge, 1981
- Gonatium crassipalpus Bryant, 1933
- Gonatium dayense Simon, 1884
- Gonatium ensipotens (Simon, 1882)
- Gonatium geniculosum Simon, 1918
- Gonatium hilare (Thorell, 1875)
- Gonatium japonicum Simon, 1906
- Gonatium nemorivagum (O. Pickard-Cambridge, 1875)
- Gonatium nipponicum Millidge, 1981
- Gonatium occidentale Simon, 1918
- Gonatium orientale Fage, 1931
- Gonatium pacificum Eskov, 1989
- Gonatium paradoxum (L. Koch, 1869)
- Gonatium petrunkewitschi Caporiacco, 1949
- Gonatium rubellum (Blackwall, 1841)
- Gonatium rubens (Blackwall, 1833)
- Gonatium strugaense Drensky, 1929
- Gonatium tridentatum Irfan, C. C. Zhang, Cai & Z. S. Zhang, 2025

## Systématique et taxinomie
Ce genre a été décrit par Menge en 1868.

## Publication originale
- Menge, 1868 : « Preussische Spinnen. Abteilung II. » Schriften der Naturforschenden Gesellschaft in Danzig, vol. 2, p. 153-218 (texte intégral).